# سوبریتس
سوبریتس (نام علمی: Suberites) نام یک سرده از رده اسفنج‌های شاخی و متعلق به تیره سوبریتیدا است.
این گونه، سوزنه‌های سیلیسیم دی‌اکسیدی بسیاری دارد. اعضای این سرده، از غذاهای لاک‌پشت پوزه‌عقابی هستند.